# Kościół Matki Bożej Wspomożenia Wiernych w Przyłękowie
Kościół Matki Bożej Wspomożenia Wiernych w Przyłękowie – kościół parafialny z 1902 roku w Przyłękowie, należy do parafii Matki Bożej Wspomożenia Wiernych w Przyłękowie, od 2008 roku sanktuarium diecezjalne.

## Historia
2 lipca 1882 roku w miejscu dzisiejszego kościoła, na łące „Nad Dołkiem”, Matka Boża miała objawić się we śnie pasterzowi Wojciechowi Stefce. Wojciech Stefko wraz z sąsiadami postawił na tym miejscu małą kapliczkę. Większa kaplica była wznoszona od 1896 do 1902 roku. Podczas budowy miało wytrysnąć źródełko z uzdrawiającą wodą. W 1902 roku zakupiono statuę Maryi, która znajduje się w nastawie ołtarza. W 1915 roku spalił się domek, który stał przy kościele; znajdowały się w nim kroniki i źródła o objawieniu.
Dzwony do kościółka zostały poświęcone 9 listopada 1947 roku. W 1949 roku dobudowano zakrystię. W 1953 roku opiekę nad kościołem objęli salezjanie, stanowił on wówczas kościół filialny parafii Narodzenia Najświętszej Marii Panny w Żywcu. W 1959 roku wzniesiono plebanię.
Kard. Karol Wojtyła wizytował świątynię 30 maja 1964 roku, a kard. Franciszek Macharski – w 1984 roku. Parafia Matki Bożej Wspomożenia Wiernych została erygowana 2 lutego 1985 roku decyzją kardynała Macharskiego. 
Podczas trwania Wielkiego Jubileuszu Roku 2000 świątynia była kościołem jubileuszowym.
8 grudnia 2008 roku biskup Tadeusz Rakoczy nadał kościołowi status sanktuarium diecezjalnego. 24 maja 2024 roku biskupi Roman Pindel i Tadeusz Radoczy koronowali figurę Matki Bożej Wspomożenia Wiernych koronami biskupimi.
Kościół z zakrystią, plebania, domek przykościelny oraz studnia zostały wpisane do gminnej ewidencji zabytków gminy Świnna.

## Architektura i wyposażenie
Kościółek znajduje się przy żółtym szlaku ze Świnnej wiodącym na Jastrzębicę na wysokości 630 m n.p.m., przy ul. Pielgrzymów 20. Świątynia murowana, jednonawowa z małym prezbiterium.
Ołtarz główny w stylu barokowym. Nastawa ołtarza dwuczęściowa, w dolnej części cztery kolumny, pośród których znajduje się figura Matki Bożej z Dzieciątkiem, uważana za cudowną o wysokości 1,45 m. W części górnej znajduje się przedstawienie Trójcy Świętej, gdzie Bóg Ojciec i Syn Boży trzymają koronę dla Maryi.
Lewy ołtarz boczny być może pochodzi z kościoła św. Katarzyny w Cięcinie, jest utrzymany w stylu wczesnobarokowym, z płaskorzeźbą Jezusa w koronie cierniowej oraz obrazem Matki Bożej Bolesnej. W nastawie prawego ołtarza bocznego znalazły się obraz z wizerunkiem Marii Magdaleny, a pod nim obraz przedstawiający św. Jana Bosko. Obok bocznych ołtarzy wiszą obrazy: po lewej od wejścia obraz, który przedstawia historię objawienia Matki Bożej, natomiast po prawej obraz z wizerunkiem Jezusa Miłosiernego.
Z empory można wejść na poddasze i wieżę. W oknach znajdują się wielobarwne witraże, posadzka zaś została wykonana z lastrika – w miejscu, gdzie miało wytrysnąć źródełko znajduje się rozeta. Świątynia została wyposażona we współczesne ławki z drewna dębowego.
Obok kościoła znajduje się ołtarz polowy oraz zadaszona studnia, a także domek z lat 20. XX wieku.

## Galeria

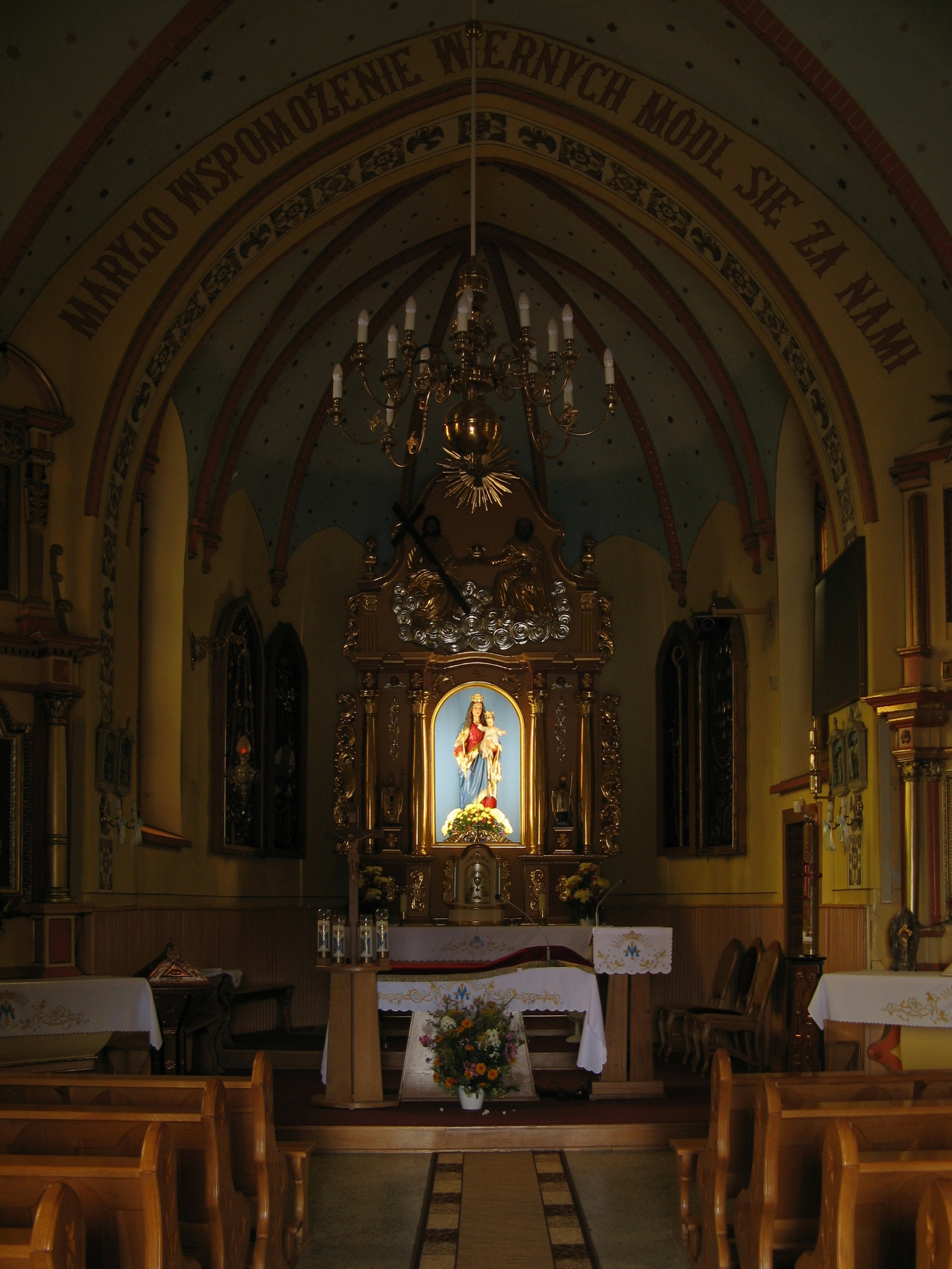
Wnętrze, widok w kierunku ołtarza głównego (2020)
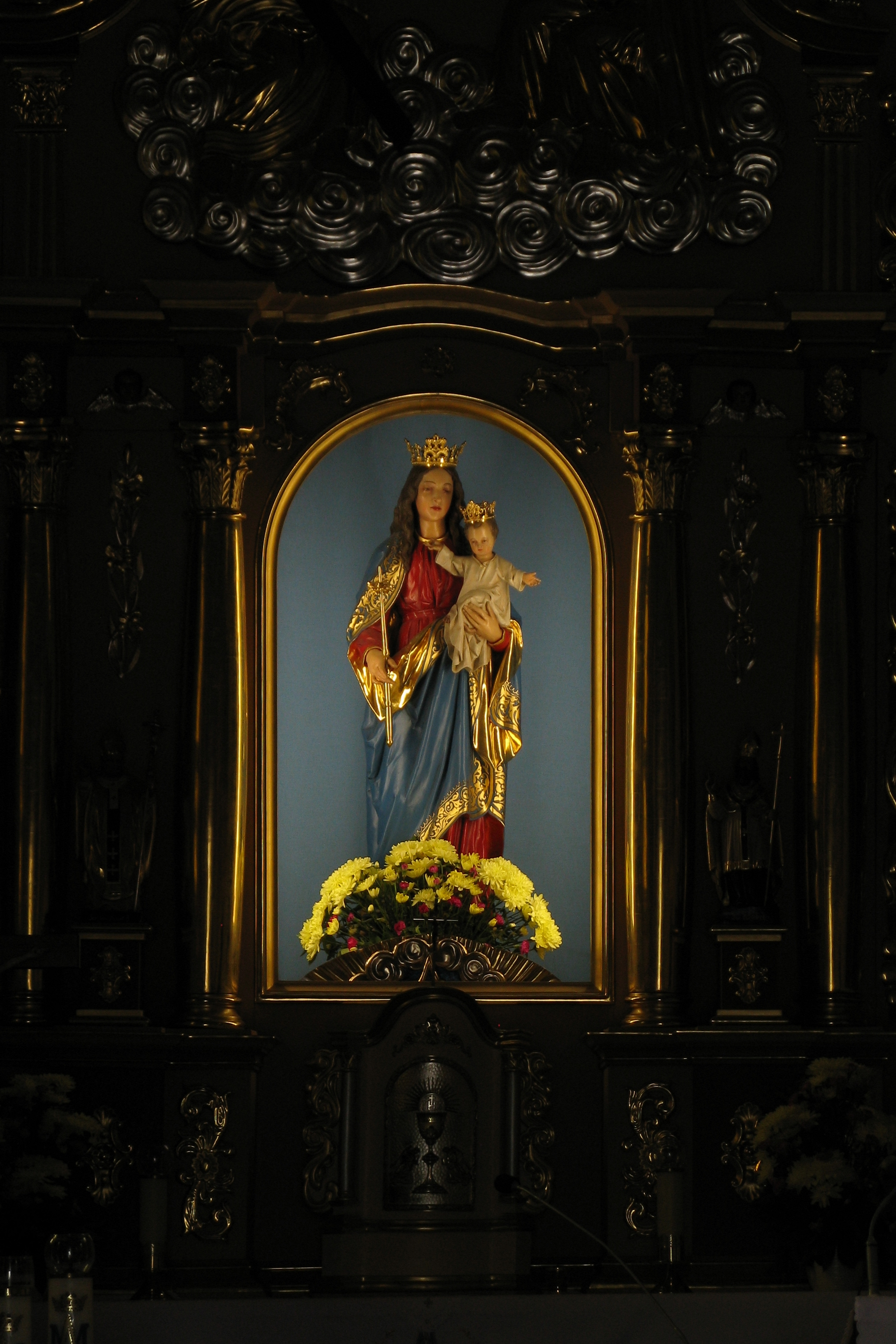
Figura Matki Bożej (2020)
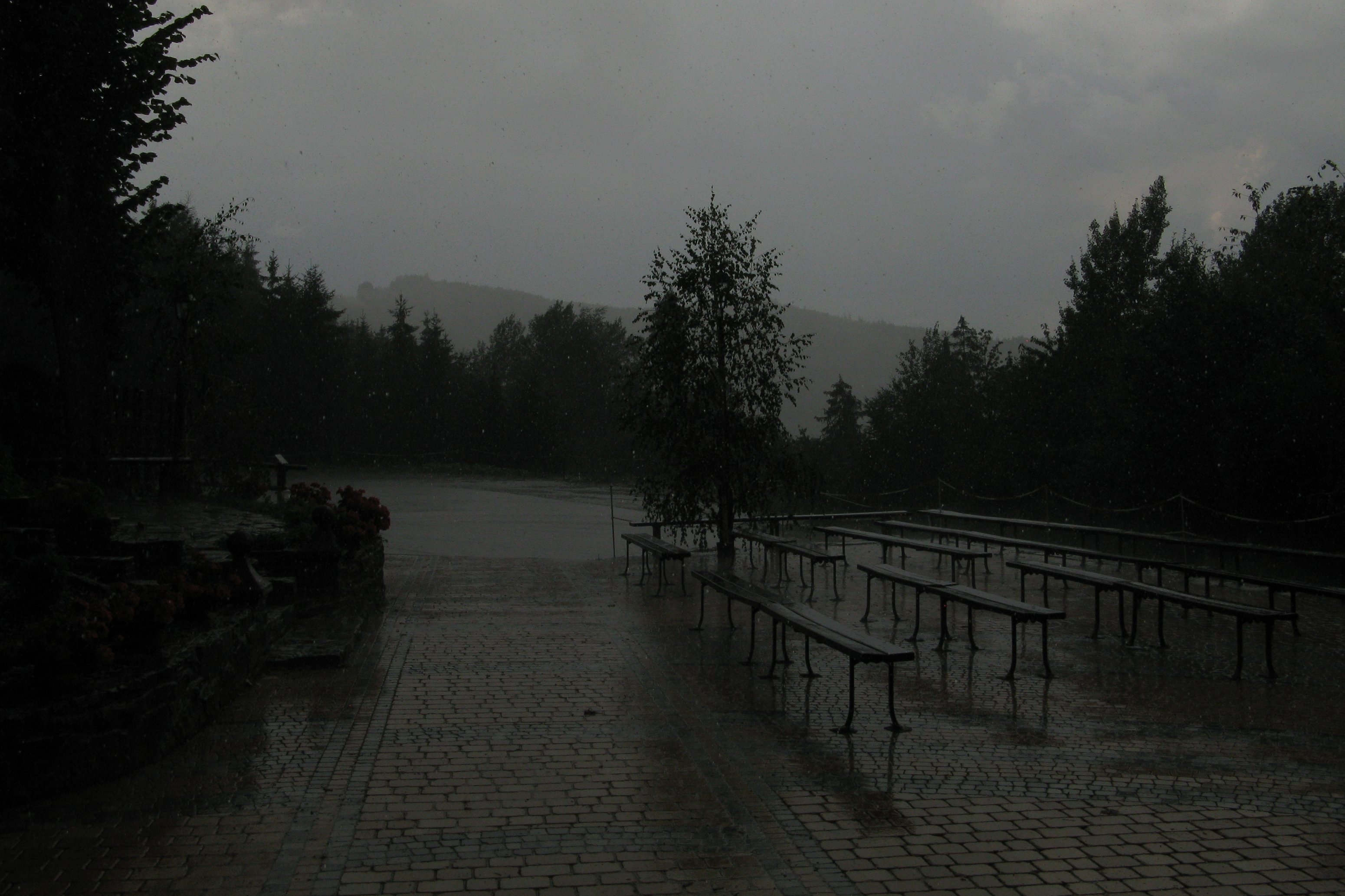
Plac przed kościołem (2020)